# Na vakance
Na vakance je povest Ivana Preglja, ki je bila prvič objavljena v reviji Mladika leta 1927.
Zgodba temelji na resničnih dogodkih in opisuje pot Matije Valjavca, ki se ob koncu šolskega leta peš odpravi iz Ljubljane v rodno Srednjo Belo na Gorenjskem.